# Anaea (gênero)
Anaea é um gênero de insetos, proposto por Jakob Hübner em 1819; contendo três espécies de borboletas neotropicais da família Nymphalidae e subfamília Charaxinae (outrora apenas uma espécie: Anaea troglodyta, com as outras duas representando subespécies), caracterizadas por ter um voo muito rápido e forte, distribuídas pelo sul dos Estados Unidos e México até Costa Rica e Antilhas. Apresentam, vistos por cima, uma gama de cores em laranja, abóbora e vermelho. Por baixo, estas borboletas possuem tons marrons e têm uma semelhança muito forte com as folhas mortas, sendo um dos gêneros representantes das borboletas-folha. Durante o século XX todos os gêneros de borboletas Anaeini estiveram inseridos no gênero Anaea.

## Espécies e nomenclatura vernácula inglesa
- Anaea aidea (Guérin-Méneville, [1844]) - Localidade-tipo: México - Tropical Leafwing[1][2]
- Anaea andria Scudder, 1875 - Localidade-tipo: Estados Unidos - Goatweed Leafwing[1][2]
- Anaea troglodyta (Fabricius, 1775) - Localidade-tipo: "América" - Espécie-tipo: Florida Leafwing[1][2]